# Arctic Circle
Arctic Circle (Ivalo) est une série télévisée finno-allemande. Elle est le fruit d'une collaboration entre Olli Haika, Petja Peltomaa (fi) et Joona Tena.
La première saison de dix épisodes a été tournée de novembre 2017 à mai 2018. Elle a d'abord été diffusée sur la plateforme de vidéo à la demande finlandaise Elisa Viihde (en) à partir du 21 décembre 2018, puis sur la télévision publique finlandaise Yle à l'automne 2020. En version française, elle est diffusée sur Polar+ et RTS Un.
La deuxième saison de six épisodes a été tournée de novembre 2020 à mars 2021,. La diffusion a commencé à partir du 19 décembre 2021 sur la plateforme de vidéo à la demande finlandaise Elisa Viihde (en). En version française, elle est diffusée sur RTS Un à partir du 21 janvier 2022 et sur Polar+ à partir du 6 février 2022.
Le tournage de la troisième saison de six épisodes commence en novembre 2022 pour les scènes d'intérieur à Helsinki et alentour. Les scènes en extérieur sont tournées à Ivalo et sa région (notamment sur la E4) à partir de mi-mars 2023, pour éviter l'obscurité et le froid de janvier et février mais il commence quand même avec une température de moins 31 degrés, ce qui a engendré de nombreuses engelures sans gravité dans l'équipe de tournage},. La diffusion débute le 4 octobre 2023 sur Elisa Viihde (en).
Le tournage de la quatrième saison débute en mars 2024 dans la région de la capitale pour se poursuivre à partir d'avril 2024 à Ivalo et sa région.
Le tournage de la cinquième saison débute en mars 2025.

## Synopsis

### Saison 1
La policière Nina Kautsalo tombe sur une prostituée mourante dans une cave, non loin d'Ivalo (une municipalité de Laponie, au nord de la Finlande). Cette découverte éveille l'attention des services de police municipaux et russes. Ainsi, après une étude des échantillons de sang de la victime, on découvre qu’elle est aussi porteuse d’un virus mortel du nom de « yéménite ». Le virologue allemand Thomas Loren se rend à Ivalo pour étudier ce nouveau virus. En parallèle de l’enquête sur les crimes et sur le trafic d'êtres humains dont sont victimes des prostitués russes, la série policière porte également sur le développement du virus. Le yéménite se propage rapidement et préoccupe les habitants.

### Saison 2
Six mois se sont écoulés depuis la fin de la première saison. Nina a du déménager à Rovaniemi en raison des problèmes de santé de sa fille et de sa mère. Affectée par un assassinat dans un train, Nina décide de rejoindre une nouvelle unité de police et de travailler avec son nouveau partenaire Viktor. Leur enquête en Finlande et en Russie les amène à s'intéresser à une intrigante société secrète. Pendant ce temps-là, les médias ne parlent que de la mystérieuse disparition d'une ancienne star du hockey, autrefois accusé du meurtre de sa femme, elle aussi une athlète populaire.

### Saison 3
Nina Kautsalo revient à Ivalo comme nouveau chef de la police. Elle doit enquêter sur un trafic international de voitures et sur des disparitions de personnes.

### Saison 4
Nina Kautsalo a un enfant. Elle enquête sur un grave accident qui s'avère être un meurtre de masse, le plus important commis en Finlande. Ce meurtre de masse semble en relation avec l'arrivée d'un terroriste (recherché par le FBI) et l'apparition d'une comète dans le ciel.

### Saison 5
Le destin de la Finlande est menacée : une attaque hybride partie d'une petite ville affecte tout le pays.

## Fiche technique
- Titre original finnois : Ivalo
- Titre allemand : Arctic Circle – der unsichtbare Tod
- Titre anglophone : Arctic Circle
- Réalisation : Hannu Salonen (fi)
- Scénaristes : Olli Haikka, Petja Peltomaa et Jón Atli Jónasson
- Consultant scénario : Olli Tola
- Musique : Vladislav Delay (en)
- Photographie : Mikael Gustafsson
- Montage : Iikka Hesse
- Production : Yellow Film & TV
- Pays :  Allemagne,  Finlande
- Productrice déléguée : Essi Tuukkanen
- Direction artistique : Antti Nikkinen
- Durée : 45 minutes
- Dates de sortie : 2018
- Genre : drame, policier

## Distribution

### Saison 1
- Iina Kuustonen (en) (VF : Nathalie Bienaimé) : Nina Kautsalo
- Maximilian Brückner : Thomas Lorenz
- Pihla Viitala : Marita Kautsalo
- Clemens Schick : Marcus Eiben
- Jari Virman (fi) : Raunola
- Joi Johannsson : Jens Mathiesen
- Susanna Haavisto : Elina Kautsalo
- Inka Kallén (fi) : Sari Nikander
- Janne Kataja (en) : Niilo Aikio
- Kari Ketonen (en) : Jaakko Stenius
- Mikko Leppilampi : Esko Kangasniemi
- Taneli Mäkelä (en) : Reino Ylikorpi
- Maria Ylipää (en) : Gunilla Lorenz
- Kari Hietalahti (en) : Hamari
- Kristo Salminen (fi) : Reidar Hamari
- Alina Tomnikov (fi) : Lana

### Saison 2
- Iina Kuustonen (en)[note 1] : Nina Kautsalo
- Maxim Busel :
- Pihla Viitala : Marita Kautsalo
- Mikko Leppilampi : Esko Kangasniemi
- Venla Ronkainen (fi) : Venla Kautsalo
- Marko Leht :
- Andrius Paulavicius :
- Walt Klink :
- Pertti Koivula (fi) : Ilkka Luoma
- Mikko Nousiainen :
- John Finn :

## Liste des épisodes

### Première saison (2018)
1. Kellari
2. Jäljet lumessa
3. Myrsky nousee
4. Silmä silmästä
5. Jumalan terve
6. Ensimmäinen uhri
7. Saalistaja
8. Taudinkantajat
9. Murmansk
10. Venla

### Deuxième saison (2021)
1. Uusin poliisi
2. Keskellä ei mitään
3. Saalis
4. Oikeus ja kohtuus
5. Syyllinen
6. Vanhemmat

### Troisième saison (2023)
1. Paluu
2. Löytötavara
3. Piilossa
4. Sotku
5. Murto ja varkaus
6. Julkistus